# Fundação Cultural Alfredo Ferreira Lage

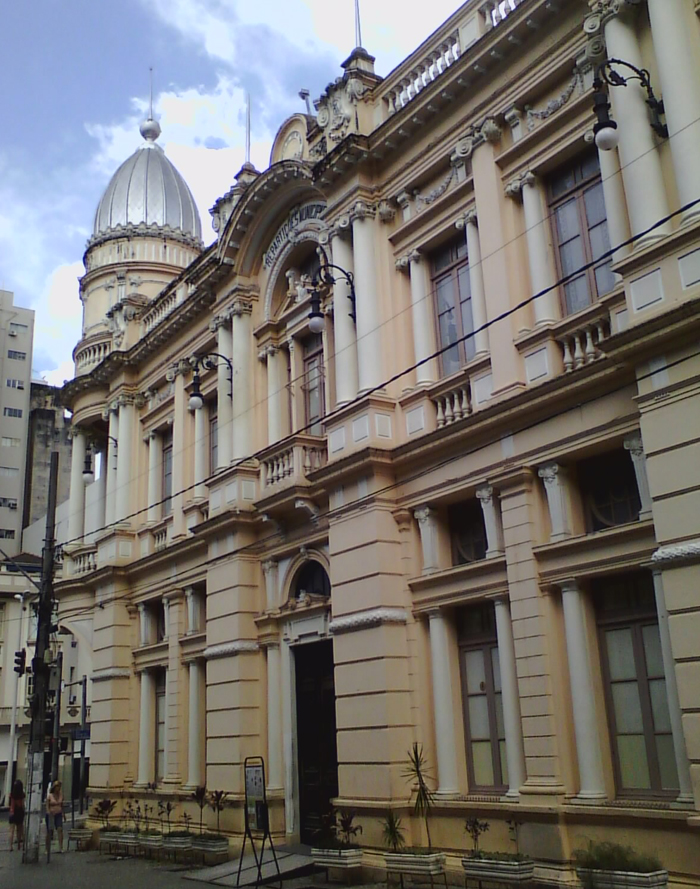
Paço Municipal de Juiz de Fora, prédio onde funciona a FUNALFA.

A Fundação Cultural Alfredo Ferreira Lage - Funalfa, foi criada em 14 de setembro de 1978 para responder pela política cultural do município de Juiz de Fora (MG).
Sua instituição deu-se pela lei 5.471.. Iniciou suas atividades em 1º de janeiro de 1979, sendo a primeira fundação municipal responsável por cultura a ser criada no estado de Minas Gerais, iniciativa divulgada em palestras em outros municípios mineiros, como ocorreu na 1ª Conferência Municipal de Cultura de Ubá.
Entre as suas atribuições estão: administrar a Biblioteca Municipal Murilo Mendes (que hoje conta com 46.997 livros), o Centro Cultural Bernardo Mascarenhas, o Museu Ferroviário e o Anfiteatro João Carriço e secretariar as atividades do Conselho Municipal de Cultura e do Conselho Municipal de Preservação do Patrimônio Cultural.
Como órgão municipal de cultura, cabe a Funalfa dar suporte a eventos como: Festival Nacional de Teatro, Circuito Caminhos da Cultura, Corredor Cultural, Semana do Livro e da Biblioteca, Carnaval, Folia de Reis, entre outros. Os eventos devem ser previamente aprovados dentro do plano anual de atividades elaborado pelo seu Conselho Curador e liberados pelo seu Conselho Fiscal. Ainda no intuito de melhorar o atendimento as demandas culturais em Juiz de Fora, coordenadas pela Funalfa, está sendo elaborado o Plano Municipal de Cultura.

## Lei Municipal Murilo Mendes
Outra função que compete a Funalfa é a de gerenciar a Lei Municipal de Incentivo à Cultura (Lei Murilo Mendes). Essa Lei nº 8.525 de 27 agosto de 1994, criou o Programa Cultural Murilo Mendes e o Fundo Municipal de Incentivo a Cultura, que visam destinar verba para as atividades culturais desenvolvidas no município.
A Lei foi regulamentada posteriormente pelos decretos nº 8517/2005, nº 8878/2006 e nº 9306/2007. Os quatro objetivos principais são: Incentivar a formação artística e cultural, incentivar a produção cultural e artística, preservar e divulgar o patrimônio histórico e cultural do Município e dar apoio a outras atividades consideradas de relevante interesse cultural pela Funalfa. Podem concorrer ao financiamento projetos de caráter artístico-cultural propostos por pessoas que residem em Juiz de Fora a pelo menos três anos.

## Administração
A Funalfa funciona no prédio do Paço Municipal de Juiz de Fora, atua sob a condição de órgão municipal de administração indireta e a condução das suas atividades são coordenadas pelo Conselho Curador e pelo Conselho Fiscal. A entidade tem como presidente nato o prefeito do município e, para a gestão de 2009 a 2011, a superintendência está a cargo de Antônio Carlos Siqueira Dutra.